# Raoul (Georgia)
Raoul is een plaats (census-designated place) in de Amerikaanse staat Georgia, en valt bestuurlijk gezien onder Habersham County.

## Demografie
Bij de volkstelling in 2000 werd het aantal inwoners vastgesteld op 1816.

## Geografie
Volgens het United States Census Bureau beslaat de plaats een oppervlakte van
5,0 km², geheel bestaande uit land.

## Plaatsen in de nabije omgeving
De onderstaande figuur toont nabijgelegen plaatsen in een straal van 16 km rond Raoul.